# کبری سایت
کبری سایت (به انگلیسی: Kubbra Sait) (زاده ۲۷ ژوئن ۱۹۸۳) بازیگر هندی است.
از کارهای معروف او می‌توان به بازی در فیلم جوانی جان من و زوج شکن اشاره کرد.